# Правдино (Светогорское городское поселение)
Правдино (до 1948 года Литтула, фин. Littula) — посёлок в Светогорском городском поселении Выборгского района Ленинградской области.

## Название
Зимой 1948 года решением сессии Яскинского сельсовета деревне Литтула было выбрано новое наименование — «Знаменка». Вскоре решение изменили, назначив деревне имя «Правдино», образованное от фамилии политрука Александра Правдина, погибшего летом 1944 года и похороненного в местечке Петровка.
Переименование было закреплено указом Президиума ВС РСФСР от 13 января 1949 года.

## История

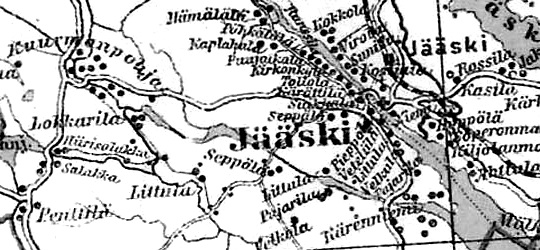
Деревня Литтула на финской карте 1923 года

До 1939 года деревня Литтула входила в состав волости Яаски Выборгской губернии Финляндской республики.
С 1 января 1940 года по 31 ноября 1944 года — в составе Карело-Финской ССР.
С 1 июля 1941 года по 31 мая 1944 года — финская оккупация.
С 1 декабря 1944 года деревня Литтула в составе Яскинского сельсовета Яскинского района Ленинградской области.
С 1 октября 1948 года — в составе Лесогорского сельсовета Лесогорского района.
С 1 января 1949 года деревня Литтула учитывается административными данными как деревня Правдино. В ходе укрупнения хозяйства к деревне были присоединены соседние селения: Сеппяля, Велкула, Эйнола, Ревонмяки, Паярила и Пийспала.
С 1 декабря 1960 года — в составе Выборгского района.
Согласно данным 1966 года посёлок Правдино находился в составе Правдинского сельсовета, административный центр сельсовета находился в деревне Красносельское.
Согласно данным 1973 года посёлок Правдино находился в составе Лесогорского сельсовета.
Согласно данным 1990 года посёлок Правдино находился в составе Лосевского сельсовета, население посёлка составляло 70 человек.
В 1997 году в посёлке Правдино Лосевской волости проживали 68 человек, в 2002 году — 62 человека (русские — 93 %).
В 2007 году в посёлке Правдино Лесогорского ГП проживали 35 человек.
В 2010 году посёлок входил в Светогорское ГП, его население составляло 54 человека, в 2016 году — 40 человек.

## География
Посёлок расположен в северной части района на автодороге 41К-422 (подъезд к пос. Правдино), к западу от автодороги А181 (часть E 18) «Скандинавия» (Санкт-Петербург — Выборг — граница с Финляндией).
Расстояние до административного центра поселения — 11 км.
Посёлок находится на левом берегу реки Сторожевая. К востоку от посёлка находится озеро Дозорное.

## Демография
| 2007 | 2010 | 2017 |
| ---- | ---- | ---- |
| 35   | ↗54  | ↘41  |

## Улицы
Кузнечная, Лётчика Шаврова, Сторожевая.